# Ett ufo gör entré
Ett ufo gör entré är en roman  av Jonas Gardell från 2001 och uppföljaren till En komikers uppväxt. I Ett ufo gör entré har Juha börjat högstadiet, fortfarande med samma klass och samma "vänner". I den här boken hittar Juha sig själv. Ett genomgående tema i boken är utanförskap, framför allt förmedlat genom Juhas kompis Jenny.
Boken har fått en uppföljare i form av Jenny som utspelar sig 25 år framåt i tiden men knyter samman de två första genom återblickar.